# Melasphaerula
Melasphaerula é um género botânico pertencente à família Iridaceae.